# Peter Travers

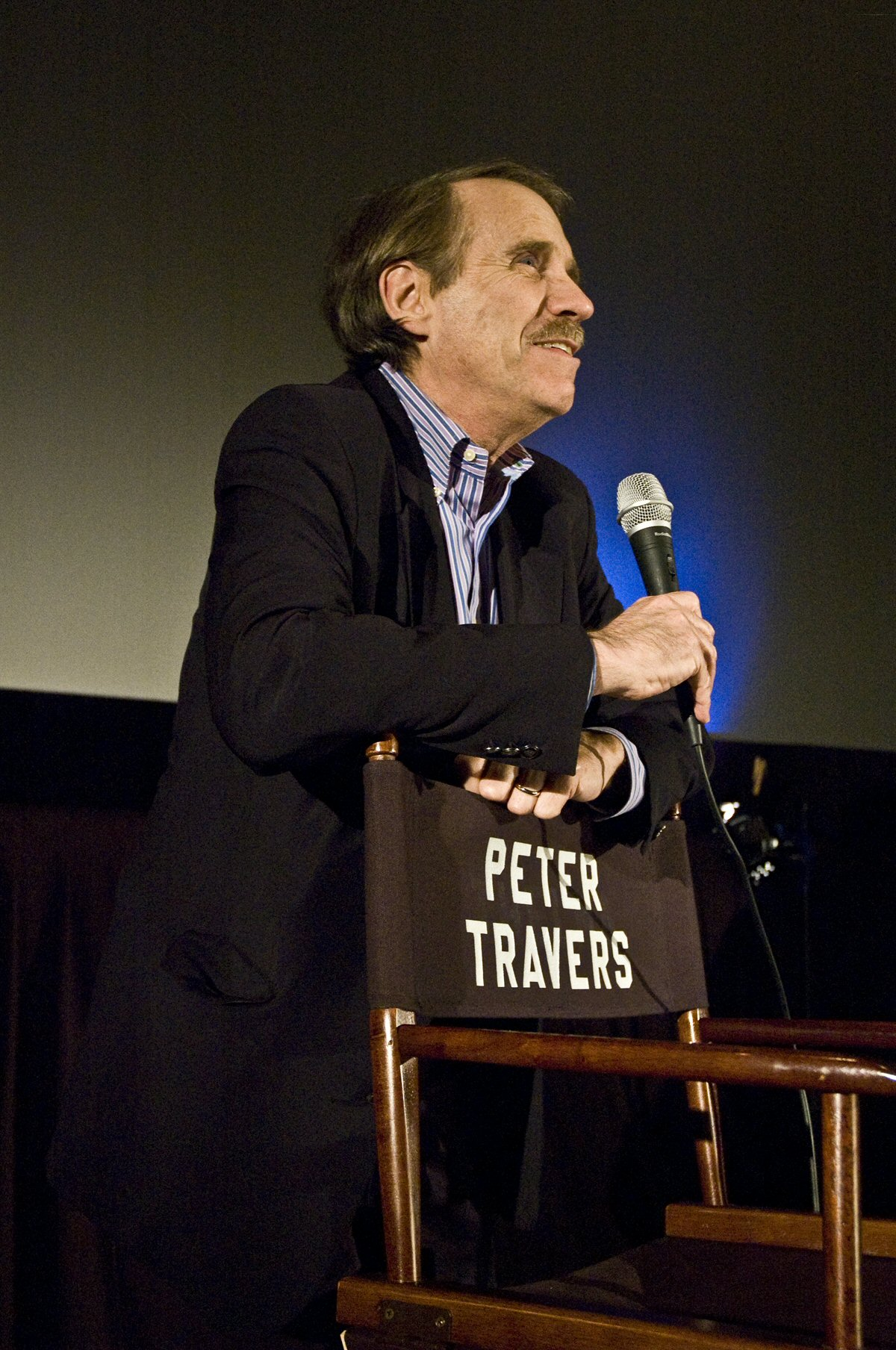
Peter Travers w 2008

Peter Travers – amerykański krytyk filmowy i dziennikarz. Wieloletni autor tekstów do magazynów People i Rolling Stone. Gospodarz emitowanego na antenie "ABC News" talk-show pt. Popcorn. Członek "National Society of Film Critics".